# Raimondo Van Riel
Raimondo Van Riel (1881 – 1962) foi um ator italiano da era do cinema mudo.

## Filmografia selecionada
- The Sack of Rome (1920)
- The Betrothed (1923)
- Quo Vadis? (1924)
- Zigano (1925)
- Kif Tebbi (1928)
- Der Herzensphotograph (1928)
- Die Republik der Backfische (1928)
- Das letzte Souper (1928)
- Misled Youth (1929)
- My Heart is a Jazz Band (1929)
- The Smuggler's Bride of Mallorca (1929)
- Achtung! – Auto-Diebe! (1930)
- Mother Earth (1931)
- Lorenzino de' Medici (1936)
- The Gorgon (1942)
- Baron Carlo Mazza (1948)
- Benvenuto reverendo! (1950)